# Haverfordwest County A.F.C.
Haverfordwest County A.F.C. (wal. Clwb Pêl-droed Sir Hwlffordd) – walijski klub piłkarski z siedzibą w mieście Haverfordwest.

## Historia
Chronologia nazw:
- 1899–1901: Haverfordwest F.C.
- 1901–1936: Haverfordwest Town F.C.
- 1936–1956: Haverfordwest Athletic F.C.
- od 1956: Haverfordwest County A.F.C.

Klub został założony w 1899 roku jako Haverfordwest F.C. W 1901 zmienił nazwę na Haverfordwest Town F.C. W 1936 roku przyjął nazwę Haverfordwest Athletic F.C. i debiutował w Welsh Football League. W 1956 roku zdobył awans do Welsh League Premier Division. Również zmienił nazwę na Haverfordwest County A.F.C. Do 1976 występował w najwyższej klasie, a potem został zdegradowany do pierwszej ligi. W 1980 powrócił do Premier Division. W 1983 roku Welsh League została zreorganizowana w National Division i do najwyższej ligi został dopuszczony klub z Haverfordwest. W 1990 zdobył mistrzostwo ligi. W 1992 roku stał się członkiem założycielem League of Wales, ale zrezygnował z gry w lidze w 1994. Trzy lata później powrócił do League of Wales, która zmieniła swoją nazwę na Welsh Premier League. W 2004 zajął trzecie miejsce w mistrzostwach Walii. W sezonie 2004 występował w Pucharze UEFA z islandzkim Hafnarfjarðar. W 2011 spadł z Welsh Premier League.

## Sukcesy
- Mistrzostwo Walii:
  - 3.miejsce (1): 2004
- Puchar Walii:
  - półfinalista (1): 2005
- Welsh Football League Cup:
  - zdobywca (2): 1961, 1989
  - finalista (3): 1975, 1985, 1997
- FAW Premier Cup:
  - ćwierćfinalista (1): 2005
- Welsh Football League:
  - mistrz (3): 1957, 1981, 1990
  - wicemistrz (2): 1970, 1971

## Stadion
Bridge Meadow Stadium może pomieścić 2,000 widzów.

## Europejskie puchary
Legenda do wszystkich tabel:
- Q – runda eliminacyjna, 1/16, 1/8, 1/4, 1/2 – odpowiednia faza rozgrywek, Grupa – runda grupowa, 1r gr – pierwsza runda grupowa, 2r gr – druga runda grupowa, F – finał, R – runda, PO – play-off
- k. – rzuty karne, los. – losowanie, Dogr. – dogrywka, w. – zasada bramek strzelonych na wyjeździe

| Sezon   | Rozgrywki               | Runda | Klub             | Dom | Wyjazd | Ogólnie     |
| ------- | ----------------------- | ----- | ---------------- | --- | ------ | ----------- |
| 2004/05 | Puchar UEFA             | 1Q    | FH               | 0–1 | 1–3    | 1–4         |
| 2023/24 | Liga Konferencji Europy | 1Q    | Shkëndija Tetowo | 1–0 | 0–1    | 1–1, k: 3–2 |
| 2023/24 | Liga Konferencji Europy | 2Q    | B36 Tórshavn     | 1–1 | 1–2    | 2–3, Dogr.  |
| 2025/26 | Liga Konferencji        | 1Q    | Floriana FC      | 2–3 | 1–2    | 3–5         |